# Grand Prix automobile d'Australie 2002
GP précédent GP suivant
Le Grand Prix automobile d'Australie 2002 (2002 Foster's Australian Grand Prix), disputé le 3 mars 2002 sur le circuit de l'Albert Park, est la 681e épreuve du championnat du monde de Formule 1 courue depuis 1950. Il s'agit de la dix-huitième édition du Grand Prix d'Australie comptant pour le championnat du monde de Formule 1 et de la première manche du championnat 2002.
Le départ est marqué par un carambolage mettant aux prises huit voitures, et particulièrement entre la Ferrari de Rubens Barrichello parti de la pole position et la Williams-BMW de Ralf Schumacher qui la percute par l'arrière au premier freinage et s'envole littéralement pour atterrir dans la zone de dégagement. 

## Classement
| Pos. | No | Pilote                | Écurie           | Tours | Temps/Abandon                      | Grille | Points |
| ---- | -- | --------------------- | ---------------- | ----- | ---------------------------------- | ------ | ------ |
| 1    | 1  | Michael Schumacher    | Ferrari          | 58    | 1 h 35 min 36 s 792 (193,011 km/h) | 2      | 10     |
| 2    | 6  | Juan Pablo Montoya    | Williams-BMW     | 58    | + 18 s 628                         | 6      | 6      |
| 3    | 4  | Kimi Räikkönen        | McLaren-Mercedes | 58    | + 25 s 067                         | 5      | 4      |
| 4    | 16 | Eddie Irvine          | Jaguar-Ford      | 57    | + 1 tour                           | 19     | 3      |
| 5    | 23 | Mark Webber           | Minardi-Asiatech | 56    | + 2 tours                          | 18     | 2      |
| 6    | 24 | Mika Salo             | Toyota           | 56    | + 2 tours                          | 14     | 1      |
| 7    | 22 | Alex Yoong            | Minardi-Asiatech | 55    | + 3 tours                          | 21     |        |
| 8    | 17 | Pedro de la Rosa      | Jaguar-Ford      | 53    | + 5 tours                          | 20     |        |
| Abd. | 3  | David Coulthard       | McLaren-Mercedes | 33    | Boîte de vitesses                  | 4      |        |
| Abd. | 11 | Jacques Villeneuve    | BAR-Honda        | 27    | Accident                           | 13     |        |
| Dsq. | 20 | Heinz-Harald Frentzen | Arrows-Ford      | 16    | Disqualifié                        | 15     |        |
| Dsq. | 21 | Enrique Bernoldi      | Arrows-Ford      | 15    | Disqualifié                        | 17     |        |
| Abd. | 10 | Takuma Satō           | Jordan-Honda     | 12    | Panne électrique                   | 22     |        |
| Abd. | 14 | Jarno Trulli          | Renault          | 8     | Accident                           | 7      |        |
| Abd. | 2  | Rubens Barrichello    | Ferrari          | 0     | Carambolage                        | 1      |        |
| Abd. | 5  | Ralf Schumacher       | Williams-BMW     | 0     | Carambolage                        | 3      |        |
| Abd. | 9  | Giancarlo Fisichella  | Jordan-Honda     | 0     | Carambolage                        | 8      |        |
| Abd. | 8  | Felipe Massa          | Sauber-Petronas  | 0     | Carambolage                        | 9      |        |
| Abd. | 7  | Nick Heidfeld         | Sauber-Petronas  | 0     | Carambolage                        | 10     |        |
| Abd. | 15 | Jenson Button         | Renault          | 0     | Carambolage                        | 11     |        |
| Abd. | 12 | Olivier Panis         | BAR-Honda        | 0     | Carambolage                        | 12     |        |
| Abd. | 25 | Allan McNish          | Toyota           | 0     | Carambolage                        | 16     |        |

## Pole position et record du tour
- Pole position : Rubens Barrichello en 1 min 25 s 843 (vitesse moyenne : 222,392 km/h).
- Meilleur tour en course : Kimi Räikkönen en 1 min 28 s 541 au 37e tour (vitesse moyenne : 215,615 km/h).

## Tours en tête
- David Coulthard (McLaren-Mercedes) : 10 tours (1-10)
- Michael Schumacher (Ferrari) : 43 tours (11, 17-58)
- Juan Pablo Montoya (Williams-BMW) : 5 tours (12-16)[1]

## Statistiques
- 54e victoire pour Michael Schumacher.
- 145e victoire pour Ferrari en tant que constructeur.
- 145e victoire pour Ferrari en tant que motoriste.
- 1er Grand Prix pour Felipe Massa.
- 1er Grand Prix pour Mark Webber qui inscrit ses premiers points.
- 1er Grand Prix pour Takuma Satō.
- 1er Grand Prix pour Allan McNish.
- 1er Grand Prix et 1er point pour l'écurie Toyota F1 Team.
- Retour de l'écurie Renault F1 Team, absente depuis le Grand Prix d'Australie 1985.
- La course est neutralisée à deux reprises, du 1er au 5e tour et du 10e au 11e tour.
- Les deux pilotes Arrows, qui avaient calé sur la grille avant le départ du tour de formation et se sont élancés avec plusieurs tours de retard, ont été disqualifiés car Enrique Bernoldi a changé de voiture et Heinz-Harald Frentzen est sorti des stands alors que le feu était rouge.
- À l'issue de la course, et après le podium officiel des trois premiers classés, Paul Stoddart, propriétaire de l'écurie Minardi et son pilote Mark Webber, tous deux Australiens, sont invités par les organisateurs à venir célébrer leur cinquième place sur le podium.